# Petrohrad
Petrohrad – miejscowość i gmina (obec) w Czechach, w kraju usteckim, w powiecie Louny. W 2022 roku liczyła 645 mieszkańców.
W miejscowości jest stacja kolejowa Petrohrad.